# Tommy Lindell
Tommy Lindell, född 20 november 1959, är en tidigare svensk simmare och numera simtränare.

## Karriär

### Simmarkarriär
Lindell simmade i junior- och seniorlandslaget mellan 1974 och 1982. Karriären som fjärilsimmare i Stockholmspolisen innehöll det mesta, förutom OS. 1976 blev han inte uttagen. Nyår 1978 bröt han nacken i en olycka (utan förlamningar). Då var han rankad topp tio i världen. Han kom tillbaka till samma nivå, men var lite överambitiös och fick axelproblem. 1980 det blev ingen OS-start.

### Tränarkarriär
Tränarkarriären inleddes av en slump i Täby. Först pluggade han till idrottslärare i USA. När Tommy Lindell kom till Sverige arbetade han  på distriktspolisen innan jag kom in på en trippelutbildning på Bosön där man läste där man läste till fritids- och idrottskonsulent, fritidsledare och tränare. Efter bara ett år bytte han från Täby till Stockholmsklubben SK Neptun. Sju år senare var han trött på Stockholm och flytten gick till Skåne. Han kunde välja mellan Malmö KK eller SK Ran och valde den mindre klubben. Parallellt med föreningsuppdragen var han under 1990-talet även tränare på landslagsnivå. Till slut blev det för mycket. Efter ett halvårs paus arbetade han deltid i SK Lödde och jobbade samtidigt med utvecklingsstörda i Lund. När förre huvudtränaren Henrik Forsberg slutade 2004 var suget tillbaka och han tog över som chefstränare i SK Lödde. Han stannade i klubben till 2015 då han flyttade till Trelleborgs simsällskap.

### Klubbar
- Stockholmpolisen IF

### Som tränare[1][2]
- Täby SK 1988-1989
- SK Neptun 1989-1996
- SK Ran 1996-2000
- SK Lödde  2004- 2015 (2001-2004 bara deltidsverksam i klubben)
- Trelleborg Simsällskap 2015-

## Meriter[3]
- Nationellt: 12 SM-guld varav individuellt
- 100 m fjäril SM-guld 1976 och 1978 (kort bana,inne)
- 200 m fjäril SM-guld 1978 (kort bana,inne)
- 100 m fjäril SM-guld 1977 och 1979 (ute,  lång bana)
- Brons på EM (inne, kort bana)